# جبل وايونثا
جبل وايونثا، هو سلسلة جبال صغيرة في المنطقة الرئيسة في نيويورك. وهي مكونة من ارتفاعين رئيسيين، الأطول يبلغ 1,972 قدم (601 م). تقع في بلدة سبرينغفيلد، شرق ريتشفيلد سبرينغز وشمال بحيرة ألين. يقع تل وايلدرز في الشمال الغربي ويقع تل موهيغان جنوب غرب جبل وايونثا.